# Escut del Pakistan
L'escut del Pakistan (oficialment anomenat emblema nacional del Pakistan) es va adoptar el 1954.
Els dos colors de l'emblema són el verd i el blanc, els mateixos que els de la bandera estatal. El color verd i l'estrella i la mitja lluna de dalt de tot són els símbols de l'islam, la religió amb què s'identifica la major part dels ciutadans pakistanesos. A la part central hi ha un escut quarterat, on a cadascun dels quarters apareix la representació dels principals conreus del Pakistan a l'època de l'adopció de l'emblema, que són, d'esquerra a dreta i de dalt a baix, el cotó, el te, el blat i el jute. La corona floral al voltant de l'escut simbolitza l'herència cultural de l'Imperi Mogol. Al pergamí de la part inferior hi ha el lema nacional escrit en urdú, ideat per Muhammad Ali Jinnah, considerat el pare de l'Estat: Imam, Ittehad, Nazm (ایمان ، اتحاد ، نظم), és a dir, 'Fe, Unitat, Disciplina'.